# Uichiro Hatta
Pour les articles homonymes, voir Hatta.
Uichiro Hatta (八田 卯一郎, Hatta Uichiro) est un footballeur international japonais né le 10 septembre 1903 à Osaka, et décédé le 20 avril 1989 à Fujisawa. Il évoluait au poste de milieu de terrain.

## Carrière
Uichiro Hatta est sélectionné à deux reprises en équipe nationale japonaise, les 17 et 20 mai 1925, pour deux défaites aux Jeux de l'Extrême-Orient contre les Philippines (4-0) et la Chine (2-0).
Il joue alors en club à l'Osaka Soccer Club.